# Diócesis de Casale Monferrato
La diócesis de Casale Monferrato (en latín: Dioecesis Casalensis y en italiano: Diocesi di Casale Monferrato) es una circunscripción eclesiástica de la Iglesia católica en Italia. Se trata de una diócesis latina, sufragánea de la arquidiócesis de Vercelli. Desde el 31 de julio de 2017 su obispo es Gianni Sacchi.

## Territorio y organización

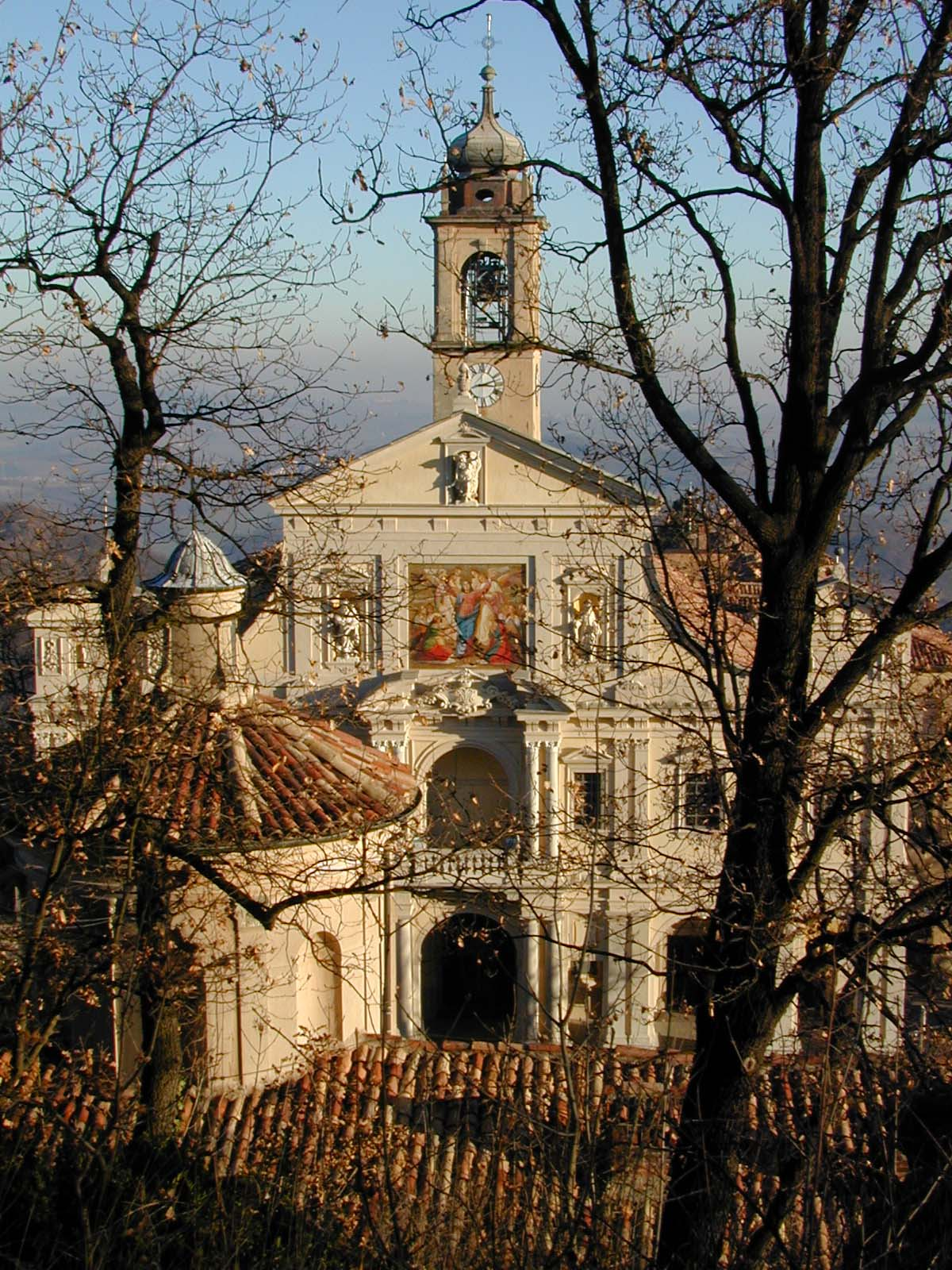
Basílica de Santa María Asunta, en Serralunga di Crea

La diócesis tiene 970 km² y extiende su jurisdicción sobre los fieles católicos de rito latino residentes en parte de la región de Piamonte, comprendiendo:
- en la provincia de Alessandria las comunas de: Moncestino, Solonghello, Castelletto Merli, Treville, Olivola, Altavilla Monferrato, Camagna Monferrato, Gabiano, Villamiroglio, Camino, Mombello Monferrato, Cerrina Monferrato, Odalengo Grande, Murisengo, Ponzano Monferrato, Serralunga di Crea, Cereseto, Ozzano Monferrato, Pontestura, Coniolo, Morano sul Po, San Giorgio Monferrato, Casale Monferrato, Balzola, Villanova Monferrato, Frassineto Po, Ticineto, Valmacca, Borgo San Martino, Odalengo Piccolo, Villadeati, Alfiano Natta, Sala Monferrato, Ottiglio, Cella Monte, Rosignano Monferrato, Terruggia, Frassinello Monferrato, Conzano, Vignale Monferrato, Fubine, Lu e Cuccaro Monferrato (creada en 2019 por fusión de las comunas de Lu y Cuccaro Monferrato), Mirabello Monferrato, San Salvatore Monferrato, Castelletto Monferrato, Valenza (en parte), Occimiano, Giarole, Pomaro Monferrato, Bozzole;
- en la provincia de Asti las comunas de: Calliano Monferrato, Casorzo, Cocconato, Grana Monferrato, Grazzano Badoglio, Moncalvo, Montemagno, Montiglio Monferrato, Moransengo-Tonengo (creada en 2023 por fusión de las comunas de Moransengo y Tonengo), Penango, Robella, Tonco;
- en la ciudad metropolitana de Turín las comunas de: Monteu da Po, Cavagnolo, Brusasco, Brozolo y Verrua Savoia.

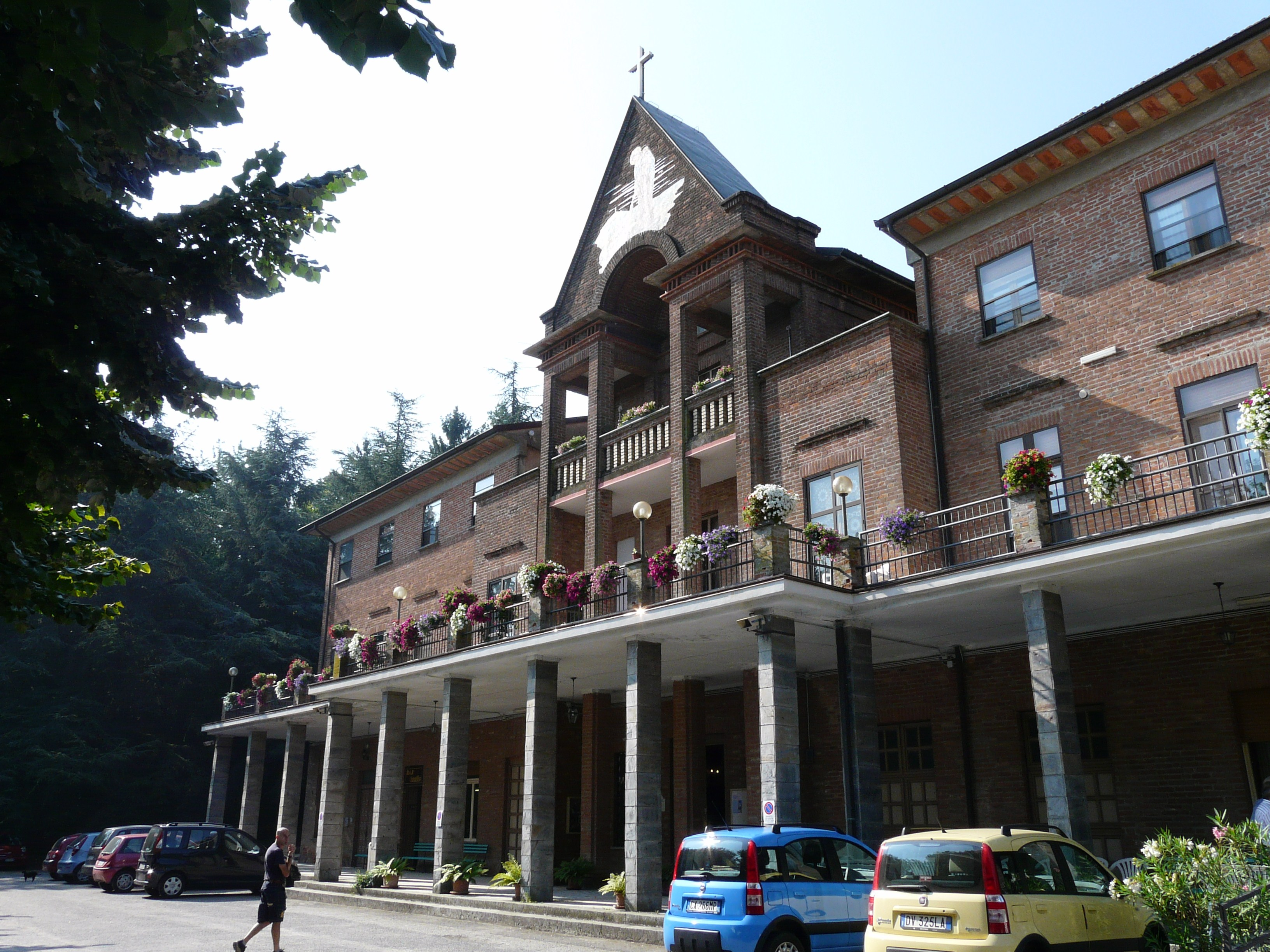
Santuario de la Virgen del Pozo, en San Salvatore Monferrato

Limita al norte con la arquidiócesis de Vercelli y por un corto tramo con la diócesis de Ivrea, al este con la diócesis de Vigevano, al sur con las diócesis de Alessandria y Asti, al oeste con la arquidiócesis de Turín.
La sede de la diócesis se encuentra en la ciudad de Casale Monferrato, en donde se halla la Catedral de San Evasio. En el territorio diocesano existen también dos basílicas menores: la del Sagrado Corazón de Jesús, en Casale Monferrato, y la de Santa María Asunta, en Serralunga di Crea. En San Salvatore Monferrato se encuentra el santuario diocesano de la Virgen del Pozo.
En 2023 en la diócesis existían 115 parroquias agrupadas en 12 unidades pastorales: Sant'Evasio, I Quattro Evangelisti, San Giovanni Paolo II, Madonna dell'Argine - San Giovanni Bosco, Santissimo Salvatore, Santa Lucia, Beato Pier Giorgio Frassati, Sant'Agata - San Gottardo, Madonna di Crea, Santa Gianna Beretta Molla, San Candido y Santa Fede.

## Historia
La diócesis nació del proyecto político de los marqueses de Monferrato, que desde 1434 habían hecho de Casale la capital del marquesado, y sobre todo de la obra de Guillermo VIII Paleólogo, bajo el cual Casale vivió su período de máximo florecimiento, convirtiéndose no sólo en el centro administrativo, sino también el religioso de todo el territorio. «La constitución de la diócesis, más allá del intento autocelebratorio, se inscribió en el marco de renovación espiritual promovido por el príncipe: en Casale, con la introducción de la observancia franciscana, dominicana y agustiniana; en Monferrato, con el impulso dado al santuario de Crea.»
La sede fue erigida por el papa Sixto IV el 18 de abril de 1474 mediante la bula Pro Excellenti, derivando el territorio de las diócesis de Vercelli (hoy arquidiócesis) y Asti. Originalmente fue sufragánea de la arquidiócesis de Milán.
Tres meses más tarde, el 1 de agosto, mediante la bula Super gregem, para garantizar mejor los ingresos de la nueva diócesis, el papa Sixto IV anexó nuevos territorios a la diócesis, estableciendo con mayor precisión las nuevas fronteras. El primer obispo fue Bernardino de Tebaldeschi, quien al no tener la edad canónica para la ordenación episcopal, fue nombrado inicialmente administrador de la diócesis, hasta ser ordenado obispo en 1482, habiendo cumplido la edad requerida de 27 años.
En el período convulso que vio el paso del marquesado de los Paleólogos a los Gonzaga de Mantua, sancionado en 1559, la joven diócesis vivió un período de decadencia y crisis, debido a la habitual ausencia de los obispos de su sede, algunos de los cuales se vieron comprometidas por la política de los acontecimientos de la época, debido a la presencia de un clero urbano más atento a la obtención de beneficios que al cuidado pastoral de los fieles y de un clero rural a menudo analfabeto y abandonado a sí mismo.
El primer obispo que llevó a cabo una reforma seria de la disciplina y de las costumbres del clero, en cumplimiento de las decisiones de renovación introducidas por el Concilio de Trento, fue Scipione d'Este (1555-1567), a quien se debe la primera visita pastoral de la diócesis, la celebración del primer sínodo diocesano y la apertura del seminario episcopal en 1566. La obra de reforma fue continuada por Benedetto Erba (1570-1576), quien introdujo a los barnabitas en la diócesis, estableció las Escuelas de doctrina cristiana y el Monte de piedad, y celebró tres sínodos.
El mantuano Benedetto Erba había sucedido a su conciudadano Ambrogio Aldegatti, el primero de una serie de seis obispos originarios de la ciudad de Gonzaga desde 1567, cuando el duque Guglielmo Gonzaga consideró oportuno decidir los nombramientos religiosos en la diócesis de Casale para fortalecer la autoridad de Gonzaga sobre el marquesado de Monferrato. El séptimo y último obispo virgiliano fue Scipione Agnelli, señalado por el duque Ferdinando Gonzaga.
A partir de 1708 Casale y Monferrato pasaron a formar parte del estado de Saboya. A partir de este momento se sucedieron en la sede de Casale obispos vinculados a la corte de Turín. Pier Secondo Radicati, nombrado obispo en 1701, entró en conflicto con Víctor Amadeo II de Saboya, cuya política apuntaba a reducir las inmunidades eclesiásticas y someter a la Iglesia piamontesa al control real; en 1728 el rey obtuvo la destitución de Radicati, que fue trasladado a Marcas.
Con motivo de la reorganización de las diócesis piamontesas deseada por Napoleón Bonaparte, la sede de Casale fue suprimida por el papa Pío VII el 1 de junio de 1803 con el breve Gravissimis causis, y su territorio, junto con el de las diócesis suprimidas de Bobbio y Tortona, Se unió a la diócesis de Alejandría. Sin embargo, Napoleón decidió transformar la ciudad de Alejandría en una de las fortalezas del imperio; Por motivos militares, la catedral y las estructuras adyacentes fueron demolidas. Esto obligó al traslado de la sede episcopal a Casale, con un decreto del cardenal Caprara, plenipotenciario de Pío VII en el Imperio francés, del 17 de julio de 1805. De este modo fue restaurada la diócesis de Casale, sufragánea de la arquidiócesis de Turín, y Jean-Chrysostome de Villaret fue nombrado obispo el 23 de diciembre de 1805, transferido de la sede de Alessandria. El 17 de julio de 1817, con la bula Beati Petri de Pío VII, las diócesis anteriormente suprimidas fueron restablecidas y la diócesis de Casale adquirió su actual fisonomía territorial, convirtiéndose en sufragánea de la nueva sede metropolitana de Vercelli.
En la segunda mitad del siglo XIX la diócesis vio la difusión de la espiritualidad y las obras de San Juan Bosco con la fundación de diversos asilos, oratorios y colegios, que favorecieron la formación de numerosas vocaciones sacerdotales y religiosas.

## Estadísticas
Según el Anuario Pontificio 2024 la diócesis tenía a fines de 2023 un total de 89 120 fieles bautizados.
| Año                                                                             | Población            | Población | Población      | Sacerdotes | Sacerdotes    | Sacerdotes    | Bautizados por sacerdote | Diáconos permanentes | Religiosos | Religiosos | Parroquias |
| Año                                                                             | Bautizados católicos | Total     | % de católicos | Total      | Clero secular | Clero regular | Bautizados por sacerdote | Diáconos permanentes | Varones    | Mujeres    | Parroquias |
| ------------------------------------------------------------------------------- | -------------------- | --------- | -------------- | ---------- | ------------- | ------------- | ------------------------ | -------------------- | ---------- | ---------- | ---------- |
| 1949                                                                            | 138 268              | 138 358   | 99.9           | 385        | 256           | 129           | 359                      |                      | 140        | 670        | 146        |
| 1959                                                                            | 133 482              | ?         | ?              | 349        | 241           | 108           | 382                      |                      | 180        | 635        | 146        |
| 1970                                                                            | 128 750              | 129 000   | 99.8           | 266        | 188           | 78            | 484                      |                      | 108        | 505        | 147        |
| 1980                                                                            | 118 300              | 119 000   | 99.4           | 191        | 148           | 43            | 619                      | 1                    | 55         | 332        | 148        |
| 1990                                                                            | 107 000              | 109 217   | 98.0           | 165        | 124           | 41            | 648                      | 8                    | 49         | 230        | 115        |
| 1999                                                                            | 102 500              | 104 900   | 97.7           | 135        | 106           | 29            | 759                      | 8                    | 33         | 165        | 115        |
| 2000                                                                            | 102 500              | 105 100   | 97.5           | 132        | 103           | 29            | 776                      | 9                    | 35         | 159        | 115        |
| 2001                                                                            | 102 450              | 105 080   | 97.5           | 128        | 100           | 28            | 800                      | 12                   | 34         | 163        | 115        |
| 2002                                                                            | 101 700              | 104 058   | 97.7           | 126        | 96            | 30            | 807                      | 13                   | 34         | 160        | 115        |
| 2003                                                                            | 101 700              | 104 000   | 97.8           | 127        | 98            | 29            | 800                      | 13                   | 33         | 150        | 115        |
| 2004                                                                            | 101 200              | 103 500   | 97.8           | 129        | 100           | 29            | 784                      | 12                   | 33         | 145        | 115        |
| 2006                                                                            | 101 500              | 103 900   | 97.7           | 125        | 97            | 28            | 812                      | 13                   | 32         | 149        | 115        |
| 2013                                                                            | 99 000               | 104 900   | 94.4           | 88         | 77            | 11            | 1125                     | 12                   | 11         | 99         | 115        |
| 2016                                                                            | 98 700               | 103 300   | 95.5           | 87         | 72            | 15            | 1134                     | 11                   | 16         | 91         | 115        |
| 2019                                                                            | 93 000               | 98 000    | 94.9           | 76         | 67            | 9             | 1223                     | 10                   | 9          | 74         | 115        |
| 2021                                                                            | 91 300               | 96 300    | 94.8           | 68         | 61            | 7             | 1342                     | 10                   | 8          | 42         | 115        |
| 2023                                                                            | 89 120               | 94 083    | 94.7           | 61         | 55            | 6             | 1460                     | 10                   | 7          | 20         | 115        |
| Fuente: Catholic-Hierarchy, que a su vez toma los datos del Anuario Pontificio. |                      |           |                |            |               |               |                          |                      |            |            |            |

## Episcopologio
- Bernardino de Tebaldeschi † (21 de mayo de 1474-12 de febrero de 1517 falleció)
- Gian Giorgio Paleologo † (12 de febrero de 1517 por sucesión-12 de enero de 1525 renunció)
- Bernardino Castellari † (13 de enero de 1525-15 de noviembre de 1529 renunció)
  - Ippolito de' Medici † (15 de noviembre de 1529-1531 renunció) (administrador apostólico)
- Bernardino Castellari † (6 de marzo de 1531-1546 renunció) (por segunda vez)
  - Bernardino della Croce † (7 de junio de 1546-27 de abril de 1547 nombrado obispo de Asti) (obispo electo)
- Franzino Micheli † (13 de julio de 1548-1555 renunció)
- Scipione d'Este † (5 de junio de 1555-12 de julio de 1567 falleció)
- Ambrogio Aldegati, O.P. † (3 de septiembre de 1567-18 de abril de 1570 falleció)
- Benedetto Erba, O.P. † (16 de junio de 1570-28 de diciembre de 1576 falleció)
- Alessandro Andreasi † (11 de marzo de 1577-14 de noviembre de 1583 nombrado obispo de Mantua)
- Aurelio Zibramonti † (14 de noviembre de 1583-1589 falleció)
- Marcantonio Gonzaga † (30 de agosto de 1589-7 de mayo de 1592 falleció)
- Settimio Borsari † (12 de junio de 1592-29 de abril de 1594 falleció)
- Tullio del Carretto † (13 de julio de 1594-13 de octubre de 1614 falleció)
- Scipione Pasquali † (12 de enero de 1615-1624 falleció)
- Scipione Agnelli † (12 de febrero de 1624-1 de octubre de 1653 falleció)
  - Sede vacante (1653-1655)
- Gerolamo Miroglio † (29 de noviembre de 1655-14 de septiembre de 1679)
- Lelio Ardizzone † (13 de mayo de 1680-noviembre de 1699 falleció)
- Pier Secondo Radicati di Cocconato e Celle † (9 de mayo de 1701-12 de abril de 1728 nombrado obispo de Osimo y Cingoli)
- Pier Gerolamo Caravadossi, O.P. † (10 de mayo de 1728-25 de mayo de 1746 falleció)
- Ignazio Della Chiesa † (28 de noviembre de 1746-29 de julio de 1758 falleció)
- Giuseppe Luigi Avogadro, C.R.L. † (19 de noviembre de 1759-22 de mayo de 1792 falleció)
  - Sede vacante (1792-1796)
- Teresio Maria Carlo Vittorio Ferrero della Marmora † (27 de junio de 1796-18 de mayo de 1803 renunció)
  - Sede suprimida (1803-1805)
- Jean-Chrysostome de Villaret † (23 de diciembre de 1805-3 de octubre de 1814 renunció)
  - Sede vacante (1814-1817)
- Francesco Alciati † (1 de octubre de 1817-26 de octubre de 1828 falleció)
- Francesco Icheri di Malabaila † (5 de julio de 1830-julio de 1846 falleció)
- Luigi Nazari di Calabiana † (12 de abril de 1847-27 de marzo de 1867 nombrado arzobispo de Milán)
- Pietro Maria Ferrè † (27 de marzo de 1867-13 de abril de 1886 falleció)
- Filippo Chiesa † (7 de junio de 1886-3 de noviembre de 1886 falleció)
- Edoardo Pulciano † (14 de marzo de 1887-11 de julio de 1892 nombrado obispo de Novara)
- Paolo Maria Barone † (11 de julio de 1892-17 de marzo de 1903 renunció[nota 2])
- Ludovico Gavotti † (22 de junio de 1903-22 de enero de 1915 nombrado arzobispo de Génova)
- Albino Pella † (12 de abril[nota 3] de 1915-17 de mayo de 1940 falleció)
- Giuseppe Angrisani † (1 de julio de 1940-1 de marzo de 1971 retirado)
- Carlo Cavalla † (1 de marzo de 1971-3 de junio de 1995 retirado)
- Germano Zaccheo † (3 de junio de 1995-20 de noviembre de 2007 falleció)
- Alceste Catella (15 de mayo de 2008-31 de julio de 2017 retirado)
- Gianni Sacchi, desde el 31 de julio de 2017

## Bibliografía

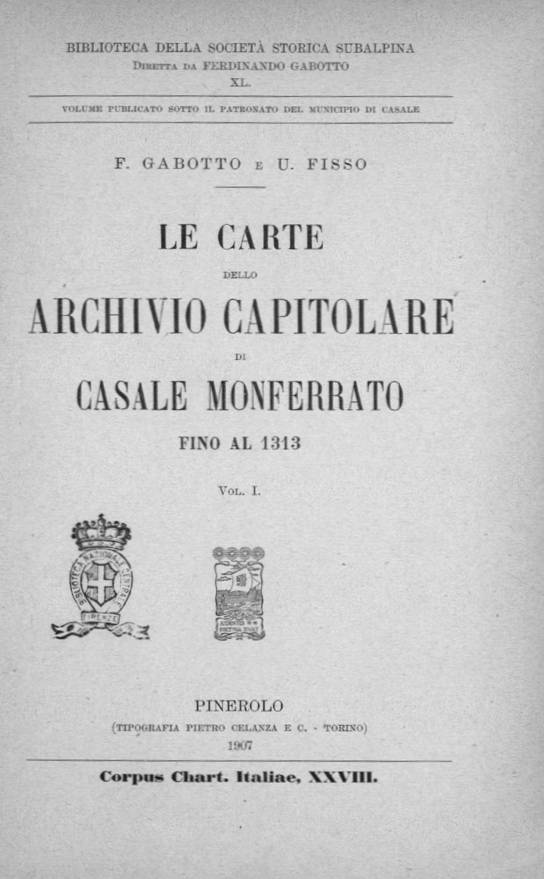
Le carte dello archivio capitolare di Casale Monferrato, 1907